# Krists Neilands
Krists Neilands (Ventspils, 18 agosto 1994) è un ciclista su strada lettone che corre per il team Israel-Premier Tech. È professionista dal 2016.

## Palmarès
- 2012 (Juniores)

2ª tappa Tour de la Région de Łódź (Buczek > Buczek)
Classifica generale Tour de la Région de Łódź
- 2014 (Rietumu-Delfin)

Campionati lettoni, Prova in linea Under-23
- 2015 (Rietumu-Delfin)

Campionati lettoni, Prova in linea Under-23
Campionati lettoni, Prova a cronometro Under-23
3ª tappa Tour of Borneo (Menumbok > Kuala Penyu)
- 2016 (Axeon-Hagens, due vittorie)

Campionati lettoni, Prova in linea Under-23
Campionati lettoni, Prova a cronometro Under-23
- 2017 (Israel Cycling Academy, due vittorie)

Campionati lettoni, Prova in linea
5ª tappa Tour d'Azerbaïdjan (Baku > Baku)
- 2018 (Israel Cycling Academy, due vittorie)

Dwars door het Hageland
Campionati lettoni, Prova in linea
- 2019 (Israel Cycling Academy, cinque vittorie)

2ª tappa Tour de Hongrie (Balassagyarmat > Miskolc)
4ª tappa Tour de Hongrie (Karcag > Gyöngyös/Kékes)
classifica generale Tour de Hongrie
Campionati lettoni, Prova a cronometro
Grand Prix de Wallonie

### Altri successi
- 2015 (Rietumu-Delfin)

Classifica giovani Podlasie Tour
- 2017 (Israel Cycling Academy)

Classifica giovani Volta a Portugal
- 2019 (Israel Cycling Academy)

Classifica scalatori Tour de Hongrie
Classifica giovani Arctic Race of Norway

## Piazzamenti

### Grandi Giri
- Giro d'Italia

2018: 73º
2019: 100º
2021: non partito (2ª tappa)
- Tour de France

2020: 85º
2022: 78º
2023: 50º
2024: 66º
2025: 88º

### Classiche monumento
- Milano-Sanremo

2018: 23º
2019: 35º
2022: 21º
2023: 27º
- Giro delle Fiandre

2023: ritirato
2024: 43°
- Liegi-Bastogne-Liegi

2020: 37º
2021: 25º
2023: ritirato
- Giro di Lombardia

2018: ritirato
2023: ritirato
2024: 113º

### Competizioni mondiali
- Campionati del mondo

Copenaghen 2011 - Cronometro Juniores: 39º
Copenaghen 2011 - In linea Juniores: 55º
Valkenburg 2012 - Cronometro Juniores: 48º
Valkenburg 2012 - In linea Juniores: ritirato
Toscana 2013 - In linea Under-23: ritirato
Ponferrada 2014 - In linea Under-23: 73º
Richmond 2015 - Cronometro Under-23: 24º
Richmond 2015 - In linea Under-23: 94º
Doha 2016 - Cronometro Under-23: 46º
Doha 2016 - In linea Under-23: 39º
Bergen 2017 - In linea Elite: ritirato
Innsbruck 2018 - In linea Elite: ritirato
Yorkshire 2019 - In linea Elite: ritirato
Imola 2020 - In linea Elite: 58º
Fiandre 2021 - In linea Elite: ritirato
Glasgow 2023 - In linea Elite: 23°
Zurigo 2024 - In linea Elite: 71°
- Giochi olimpici

Tokyo 2020 - In linea: 33º

### Competizioni europee
- Campionati europei su strada

Offida 2011 - Cronometro Juniores: 34º
Offida 2011 - In linea Juniores: 50º
Goes 2012 - Cronometro Juniores: 52º
Goes 2012 - In linea Juniores: ritirato
Olomouc 2013 - In linea Under-23: ritirato
Nyon 2014 - Cronometro Under-23: 48º
Nyon 2014 - In linea Under-23: 66º
Tartu 2015 - Cronometro Under-23: 47º
Tartu 2015 - In linea Under-23: 15º
Plumelec 2016 - Cronometro Under-23: 22º
Plumelec 2016 - In linea Under-23: 13º
Glasgow 2018 - In linea Elite: 48º
Alkmaar 2019 - In linea Elite: ritirato
- Campionati europei di ciclocross

Frankfurt 2010 - Juniores: 50º